# Samuele Battistella
Samuele Battistella (ur. 14 listopada 1998 w Castelfranco Veneto) – włoski kolarz szosowy.

## Osiągnięcia
2016
- 3. miejsce w Giro della Lunigiana
- 1. miejsce w Trofeo Buffoni

2018
- 2. miejsce w Grand Prix Priessnitz spa
  - 1. miejsce w klasyfikacji punktowej
  - 1. miejsce na 1. etapie
- 3. miejsce w Grand Prix de Poggiana

2019
- 1. miejsce w Giro del Belvedere
- 2. miejsce w Gran Premio Palio del Recioto
- 1. miejsce w Tour de Limpopo
  - 1. miejsce w klasyfikacji młodzieżowej
  - 1. miejsce w klasyfikacji punktowej
  - 1. miejsce na 3. etapie
- 1. miejsce w mistrzostwach świata U23 (start wspólny)

2021
- 1. miejsce w Veneto Classic

2022
- 3. miejsce w Tour de Hongrie
- 3. miejsce w mistrzostwach Włoch (start wspólny)

## Rankingi
| Rok             | 2018 | 2019 | 2020 | 2021 | 2022 | 2023 | 2024 |
| --------------- | ---- | ---- | ---- | ---- | ---- | ---- | ---- |
| World Ranking   | 626. | 248. | 513. | 159. | 166. | 339. | 387. |
| UCI Europe Tour | 394. | 203. | 421. | 136. | 136. | -    | -    |
|                 |      |      |      |      |      |      |      |
| Źródło: UCI     |      |      |      |      |      |      |      |